# Markwayne Mullin
Markwayne Mullin, född 26 juli 1977 i Tulsa i Oklahoma, är en amerikansk politiker (republikan). Han tjänstgör sedan januari 2023 som senator för Oklahoma i USA:s senat. Han var ledamot av USA:s representanthus 2013–2023. Mullin är den första ursprungsamerikanska senatorn sedan Ben Nighthorse Campbell gick i pension år 2005.